# Bistum Eupen-Malmedy

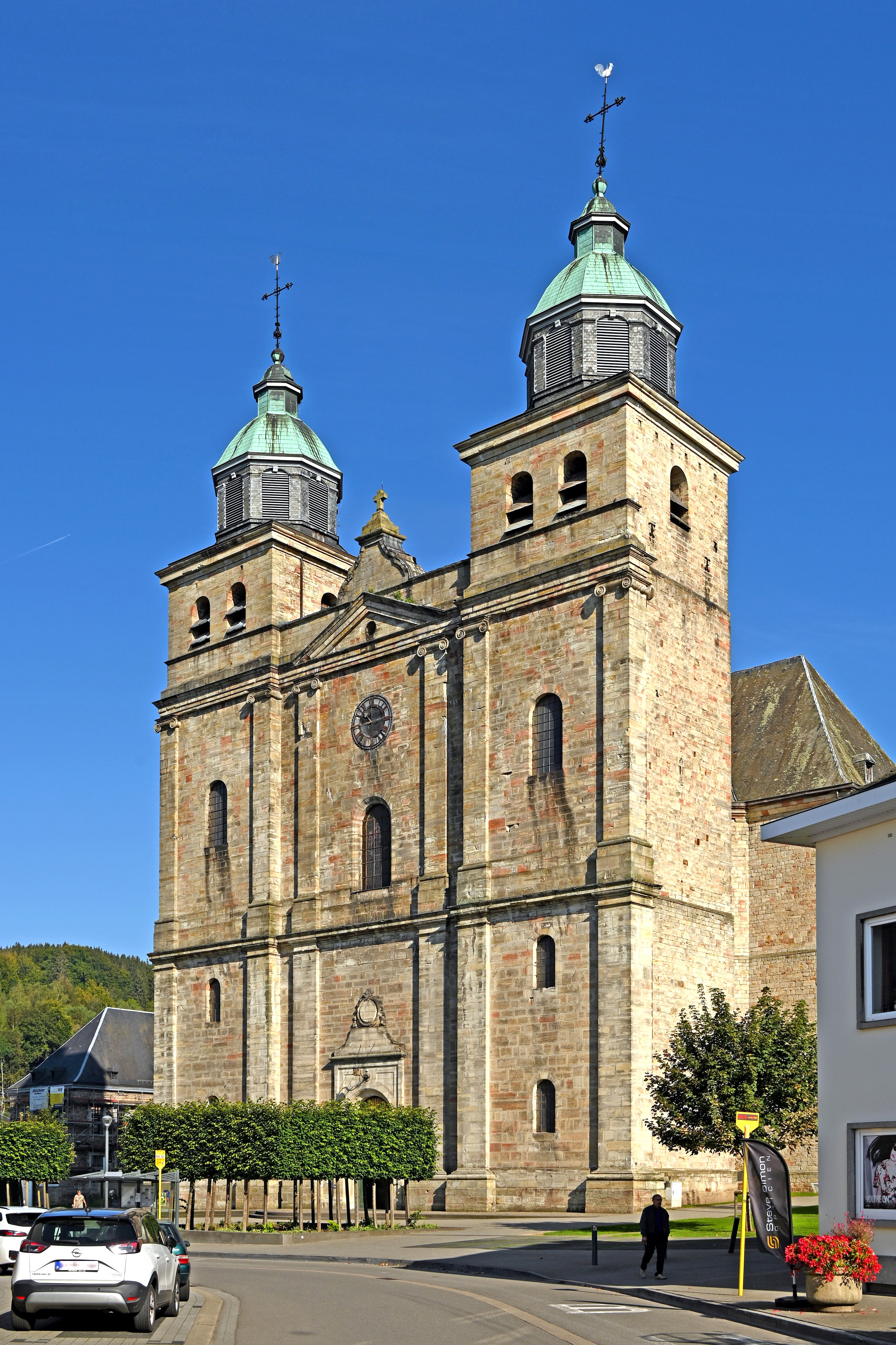
Kathedrale Sankt Peter, Paul und Quirin (Saints-Pierre, Paul et Quirin) von Malmedy

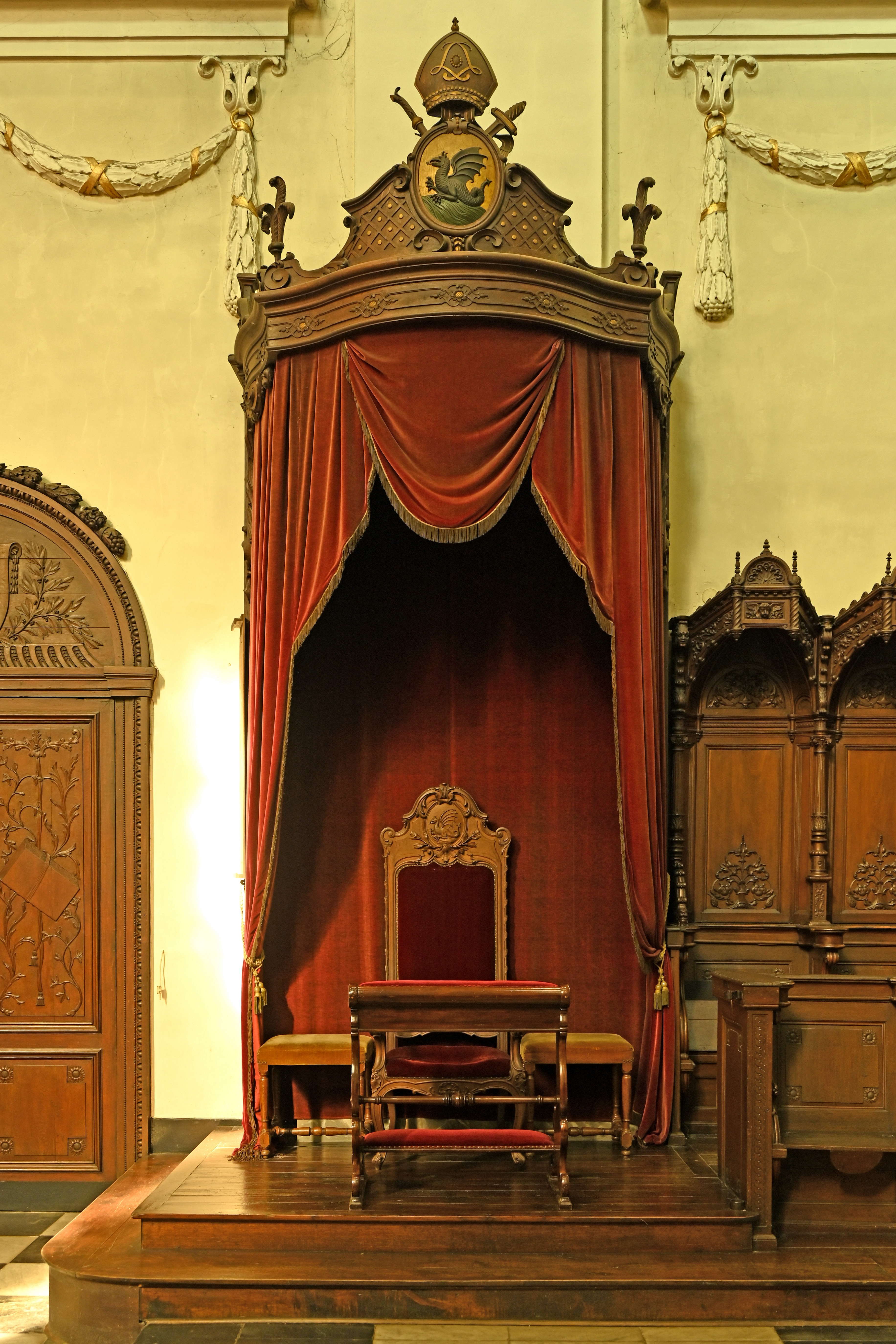
Kathedrale, Chorgestühl mit Bischofssitz des ehemaligen Bistums Eupen-Malmedy

Das römisch-katholische Bistum Eupen-Malmedy bestand von 1921 bis 1925. Das Bistum gehörte zur Kirchenprovinz Mecheln. Sein Gebiet waren die durch den Versailler Vertrag zu Belgien gekommenen Ostkantone.

## Geschichte
Bis 1920 unterstanden die Gebiete der bis dato existierenden Kreise Eupen und Malmedy, die als Übergangslösung bis zur endgültigen Eingliederung in das Königreich Belgien von einem königlichen Hochkommissar geleitet wurden, dem Erzbistum Köln. Die Vollmacht des Erzbischofs von Köln war dabei in gewissen Fällen durch die Sondervollmacht des apostolischen Administrators und päpstlichen Nuntius in Brüssel, Sebastiano Nicotra, eingeschränkt worden. Aus kirchlicher Sicht war somit eine eindeutige Lösung in den Ostkantonen nicht einfach, da sich ein Großteil des lokalen Klerus weiterhin dem Erzbistum Köln verbunden fühlte.
Als die Situation eskalierte, informierte der Primas von Belgien, Kardinal Mercier, Papst Benedikt XV. über die ungeklärten Zuständigkeiten. Dieser schuf daraufhin durch die päpstliche Bulle Ecclesiae Universae vom 30. Juli 1921 das eigenständige und gleichberechtigte Bistum Eupen-Malmedy. Die Stadt Malmedy wurde zum Hauptsitz des Bistums erklärt, da dort auch die Zivilverwaltung unter General Herman Baltia ansässig war. Einziger Bischof für die folgenden Jahre wurde in Personalunion der Bischof von Lüttich, Martin-Hubert Rutten, der am 11. Oktober feierlich eingesetzt wurde. Zugleich erhob der Bischof die ehemalige Klosterkirche Sankt Peter, Paul und Quirin (Saints-Pierre, Paul et Quirin) des zur Reichsabtei Stablo-Malmedy gehörendem Klosters Malmedy, die zu jener Zeit als Pfarrkirche von Malmedy diente, zur Kathedrale.
Da es allerdings an einer strukturierten Bistumsverwaltung mangelte und auch seitens der belgischen Regierung keine finanziellen Unterstützungen flossen, war die Überlebensfähigkeit des neuen Bistums auf Dauer nicht gesichert. Nachdem daraufhin der Lütticher Generalvikar
und bischöfliche Delegat für Eupen-Malmedy, Giacomo Laminne, bereits 1923 erklärte, dass das neue Bistum nur „Fassade“ sei, und es sich zudem abzeichnete, dass die Übergangsregierung von General Baltia aufgelöst werden sollte, gab es verstärkt Bestrebungen, das Bistum Eupen-Malmedy in das Bistum Lüttich zu integrieren. Diesen kam der Papst nach und besiegelte mittels seiner päpstlichen Auflösungsbulle vom 15. April 1925 die Übernahme, allerdings mit der Auflage, einen deutschsprachigen und ortskundigen Delegaten oder Generalvikar zu bestellen. Diese Auflage wurde jedoch erst 1978 durch die Ernennung des bischöflichen Vikars und vorigen St. Vither Dechanten Josef Breuer erfüllt, nachdem bis dahin die Verantwortung verschiedene Lütticher Generalvikare innehatten, die kaum der deutschen Sprache mächtig oder mit der Situation vor Ort vertraut waren.